# Chanson de toile
Die Chanson de toile (von frz. toile „Leinwand“, auch: Chanson d’histoire) ist eine Gattung des mittelalterlichen französischen Liebeslieds. Die weibliche Hauptperson der Lieder ist meist mit Nähen, Sticken oder Spinnen beschäftigt. Die Vermutung, dass Lieder dieser Art traditionell bei textilen Arbeiten gesungen wurden, ist umstritten.
Chansons de toile erzählen einfache Liebesgeschichten. Hindernisse und ihre Überwindung spielen dabei eine Rolle. Der Strophenbau besteht größtenteils aus einer ungeraden Zahl (drei oder fünf) assonierender Zeilen zu je zehn Silben, die mit einem Refrain abgeschlossen werden. Dieser Kehrreim besteht entweder aus einer Verszeile ohne Assonanz oder aus zwei Zeilen, die eigenständig untereinander assonieren.
Die meist anonyme Überlieferung dieses Chanson-Typs ist gering, es existieren nur ca. 20 Belege aus dem 12. und 13. Jahrhundert. Die Entstehung der Gattung ist umstritten. Einige Literaturgeschichtler halten sie für ein Volkslied, das unter dem Einfluss der höfischen Dichtung künstlerisch überformt wurde. Andere halten sie für eine direkte Erfindung der höfischen Lyrik, die damit bewusst eine volkstümlich-archaisierende Richtung einschlug.
Die Chanson de toile wirkte trotz ihrer wenigen Beispiele auch auf spätere Epochen. Ein bekanntes Beispiel aus dem späten 19. Jahrhundert ist das Lied Bele Erembors (auch Bel Eremborc), das der Dichter und Literaturnobelpreisträger Paul Heyse als Schön Erenburg ins Deutsche übersetzte. Die französische Komponistin und Sängerin Émilie Simon veröffentlichte auf ihrem ersten Album (2003) ein Stück mit dem Titel Chanson de toile.